# Amanullah Chan
Amanullah Chan (ur. 1 czerwca 1892, zm. 25 kwietnia 1960) – emir Afganistanu w latach 1919–1926, król Afganistanu w latach 1926–1929.
Tron objął po śmierci swego ojca Habibullaha i niemal natychmiast ogłosił pełną niezależność Afganistanu, co doprowadziło do konfliktu zbrojnego z Wielką Brytanią (tzw. trzecia wojna afgańska) zakończoną w 1919 r. afgańsko-brytyjskim traktatem pokojowym zawartym w Rawalpindi, uznającym niepodległość Afganistanu. W tym samym roku nawiązał stosunki dyplomatyczne z Rosją Bolszewicką, 1926 r. zawarł pakt o nieagresji z ZSRR. Również w 1926 przekształcił Emirat Afganistanu w Królestwo.
W polityce wewnętrznej usiłował wprowadzać reformy społeczne na wzór europejski, co nie zostało dobrze przyjęte przez teologów muzułmańskich. W 1928 r. wybuchło powstanie antyrządowe. Został zmuszony do abdykacji, po czym udał się na emigrację do Włoch i Szwajcarii. Zmarł w Zurychu. 
Odznaczony m.in. papieskim Orderem Złotej Ostrogi w 1928, a podczas wizyty w Polsce Orderem Orła Białego.